# Pays Cathare
Pays Cathare (česky Země katarů) je turistická obchodní značka v departementu Aude v jižní Francii.

## Vymezení
Termín nezahrnuje veškeré území, na kterém se ve středověku rozšířilo katarské hnutí, ale označuje zhruba oblast pohoří Corbières, které dnes náleží do regionu Languedoc-Roussillon. Zde se nacházejí hrady, které se nazývají châteaux cathares (což je zavádějící termín, neboť zahrnuje jak hrady ovládané katary, tak i hrady francouzského krále, který proti katarům bojoval).
Generální rada departementu Aude nechala pojem Pays Cathare v roce 1991 zaregistrovat jako ochrannou známku. Program Pays Cathare je určen pro podporu kulturních a turistických pamětihodností departementu Aude. Sdružuje místní iniciativy a podporuje obchodní sdružení regionálních producentů jehněčího, hovězího a vepřového masa, medu, mléka, pečiva, uměleckých předmětů, ale i provozovatelů služeb jako jsou hotely a restaurace.

## Nejvýznamnější hrady a kláštery oblasti
- Carcassonne
- Hrad Aguilar v Tuchan
- Hrad Arques v Arques
- Hrad Lastours v Lastours
- Hrad Peyrepertuse v Duilhac-sous-Peyrepertuse
- Hrad Puilaurens v Puilaurens
- Hrad Puivert v Puivert
- Hrad Quéribus v Cucugnan
- Hrad Saissac v Saissac
- Hrad Termes v Termes
- Hrad Usson v Usson
- Hrad Villerouge-Termenès v Villerouge-Termenès
- Klášter Alet v Alet-les-Bains
- Klášter Caunes-Minervois v Caunes-Minervois
- Klášter Fontfroide u Narbonne
- Klášter Lagrasse v Lagrasse
- Klášter Saint-Hilaire v Saint-Hilaire
- Klášter Saint-Papoul v Saint-Papoul
- Klášter Villelongue v Saint-Martin-le-Vieil